# پابلو کاسرس
پابلو کاسرس (انگلیسی: Pablo Cáceres؛ زادهٔ ۲۲ آوریل ۱۹۸۵) بازیکن فوتبال اهل اروگوئه است که در پست دفاع بازی می‌کند.
پابلو کاسرس با باشگاه فوتبال دویسبورگ در ۱۸ بوندسلیگا و ۵ بازی بوندس‌لیگا ۲ بازی کرده است تا اینکه به باشگاه فوتبال اومانیا قبرس پیوست.